# Lissopimpla excelsa

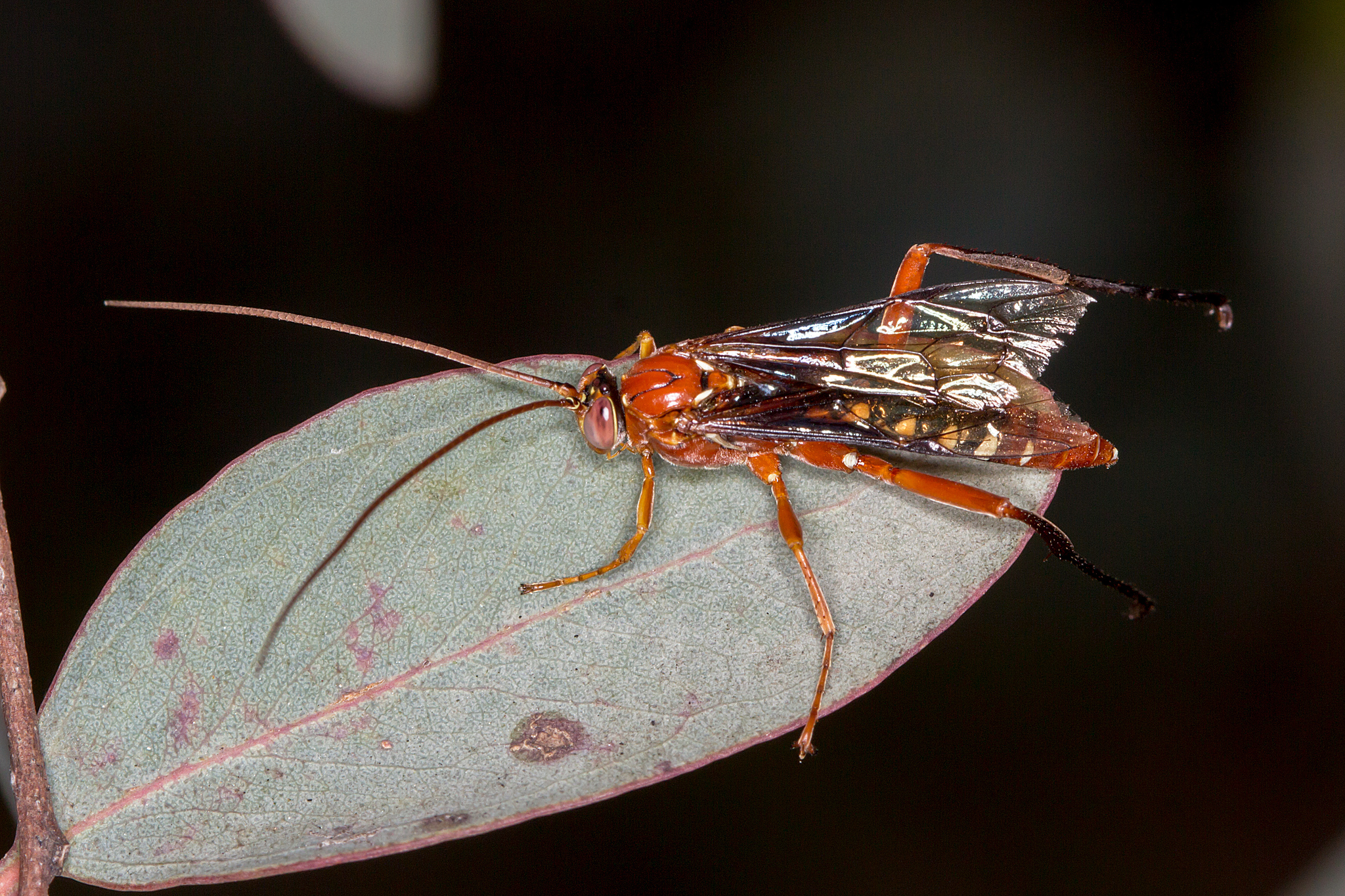
Lissopimpla excelsa, Männchen

Lissopimpla excelsa ist ein Hautflügler aus der Familie der Schlupfwespen (Ichneumonidae). Die Art ist in Australien und Neuseeland verbreitet.

## Beschreibung
Lissopimpla excelsa ist eine mittelgroße bis große Schlupfwespe. Weibchen erreichen eine Länge von 17 mm, hinzu kommen noch die Antennen mit 16 mm Länge und die Scheide des Ovipositors mit 9 mm Länge. Die Länge des vorderen Flügels beträgt 14 mm. Die Männchen bleiben etwas kleiner. Während die Größe recht variabel ist, kommen abweichende Färbungen nur selten vor.
Der Kopf ist rötlich braun. Rund um die Punktaugen befindet sich ein schwarzer, etwas eingesenkter Ring. Der Rand der Komplexaugen ist gelb. Auch die Fühler sind rotbraun, zur Spitze hin sind sie manchmal dunkler. Das Basalglied ist distal vergrößert, es folgen noch 62 bis 65 weitere Glieder, die zur Spitze hin immer kleiner werden. Beim Männchen ist die Partie zwischen den Augen schwarz mit einem gelben Dreieck.
Das erste Segment des Thorax ist rötlich braun. Beim zweiten Segment ist der Rücken durch zwei zusammenlaufende Furchen (Notauli) gegliedert. Das Scutellum ist durch eine Grube abgesetzt, seitlich besitzt es große Kiele. Notauli und Scutellum sind gelb gezeichnet. Die Mesopleurae besitzen einige charakteristische Vertiefungen und eine mittig verlaufende Rinne. Das dritte Segment ist am Rücken längs gekielt. Hier und an den Seiten (Metapleurae) kann sich ebenfalls eine gelbe Zeichnung befinden.
 Das Propodeum ist rötlich braun, die Vorderseite geriffelt, oberseits mit einer flachen Erhebung, die Seiten mit einem Kiel versehen, der in einer stumpfen oder spitzen Erhebung endet.
 Die Hüften sind rotbraun und zumindest auf der körperabgewandten Seite mit Punkten versehen. Die Beine sind auch rotbraun, sie werden vorne am Tarsus dunkler und enden in schwarzen Krallen. Das Femur des dritten Beines weist unterseits eine Rille auf, die in einem Zahn endet. Die Tibia des zweiten und besonders des dritten Beines sind mit kleinen Zähnchen besetzt.
 Die Flügel sind dunkelbraun oder schwarz-blau gefärbt, das körperabgewandte Ende ist heller.
Das Abdomen weist vier schwarze Segmente auf, die seitlich weiß gefleckt sind. Die nachfolgenden Segmente sind wieder rotbraun. Das Ovipositor ist dunkelbraun bis fast schwarz.

## Lebensweise
Die Art parasitiert die Puppe oder Präpupa verschiedener Schmetterlinge (Lepidoptera). Die Larve von Lissopimpla excelsa entwickelt sich innerhalb der Schmetterlingspuppe, es schlüpft das erwachsene Insekt.
Die Männchen von Lissopimpla excelsa werden von Orchideen der Gattung Cryptostylis angelockt. Deren Blüte ahmt das weibliche Insekt nach, die Männchen fungieren als Bestäuber beim Versuch der Kopulation.

## Verbreitung
Lissopimpla excelsa ist in Australien weit verbreitet und häufig. Die Art findet sich ebenfalls in Neuseeland, den Kermadecinseln und auf Fidschi.